# Dolichopeza percuneata
Dolichopeza percuneata är en tvåvingeart som beskrevs av Alexander 1936. Dolichopeza percuneata ingår i släktet Dolichopeza och familjen storharkrankar. Inga underarter finns listade i Catalogue of Life.